# Николаевская (Чечня)
Никола́евская (чечен. Салтийн-Гӏала) — станица в Наурском районе Чечни. Административный центр Николаевского сельского поселения.

## География
Станица расположена на левом берегу реки Терек, в месте слияния оросительного канала Наурско-Шелковская ветвь с Тереком; восточнее станицы Наурско-Шелковская ветвь, в свою очередь, сливается с каналом имени Ленина.
Севернее станицы проходит железнодорожная линия Моздок—Червлённая-Узловая Северо-Кавказской железной дороги (остановочный пункт Тепловодный) и трасса Р262 Ставрополь—Крайновка.
Ближайшие населённые пункты: на северо-западе — село Новое Солкушино и хутор Обильный, на юго-востоке — станица Червлённая, на западе (на противоположном берегу Терека) — село Правобережное, на юге (также на противоположном берегу Терека) — посёлок Набережный.

## История
Станица Николаевская была основана в 1848 году, когда на Тереке появились т. н. «шаповалы» — переселённые в 1847—1848 годах на Кавказскую линию из малороссийских губерний казаки и крестьяне, приписанные к казачеству. Предполагалось, что за их счёт будет увеличена численность Гребенского казачьего полка. Вследствие отказа станичников Червлённой принять в свою среду «шаповалов», для них была образована отдельная станица — Николаевская.
Станица входила в Гребенской казачий полк Кавказского линейного казачьего войска. Характеристика станицы по состоянию на 1874 год: «на левом берегу Терека, на тракте, идущем в Грозный и Дагестан», 189 домов, 1 325 жителей (658 мужского пола и 667 женского), православная церковь, почтовая станция, станичная школа, мост через Терек, 2 ярмарки (10 апреля и 26 августа).
По состоянию на 1926 год станица Николаевская относилась к Николаевскому сельсовету Наурского района Терского округа Северо-Кавказского края. Согласно переписи населения 1926 года в станице проживало 2236 человек, из них украинцев — 1976, великороссов — 196.
На 1 января 1990 года Николаевский сельсовет Наурского района Чечено-Ингушской АССР имел в своём составе, кроме станицы Николаевской, где по состоянию на эту дату проживало 1844 человека, также хутора Обильный, Семиколодцев, Суворовский, железнодорожную будку 147 км и пикет 1025.

## Население
| 1926 | 1990  | 2002  | 2010  |
| ---- | ----- | ----- | ----- |
| 2235 | ↘1844 | ↘1633 | ↗1867 |

По данным переписи 2002 года, в станице проживало 1 633 человека (754 мужчины и 879 женщин), 97 % населения составляли чеченцы.
Национальный состав по данным переписи 2010 года:
| Народ                 | Численность, чел. | Доля от всего населения, % |
| --------------------- | ----------------- | -------------------------- |
| чеченцы               | 1798              | 96,30 %                    |
| русские               | 31                | 1,66 %                     |
| другие и не указавшие | 38                | 2,04 %                     |
| всего                 | 1867              | 100,00 %                   |

## Инфраструктура
- Николаевская средняя общеобразовательная школа[14].
- Сельский дом культуры[15].
- Николаевская сельская библиотека-филиал № 6[16].
- Мечеть.

## Памятники
- Братская могила воинов XI-й Красной Армии, погибших в годы Гражданской войны — при въезде в станицу. Существует с 1949 года[17]. Памятный знак на кургане у трассы Грозный—Наурская, на северо-восточной окраине станицы, отмечает братскую могилу бойцов 11-й армии, погибших в боях в 1918 году. В частности, крупные бои в районе станиц Червлённой и Николаевской имели место 5 декабря 1918 года между шариатской колонной 11-й армии и красными вооружёнными отрядами из Грозного, с одной стороны, и уходящими на восток после поражения Терского восстания силами Г. Ф. Бичерахова, с другой[18]. В братскую могилу были перенесены останки из станиц Калиновской, Николаевской и Савельевской. Памятник первоначально представлял собой железобетонную скульптуру красноармейца в рост, с винтовкой в руках, авторства известного скульптора ЧИАССР И. Д. Бекичева (автора памятника Н. Гикало, А. Шерипову и Г. Ахриеву в Грозном). Трёхметровая скульптура венчала почти четырёхметровый пьедестал, установленный у надгробия с оградой по периметру. Текст таблички на пьедестале гласил: «Вечная слава воинам 11-й Армии, геройски павшим в борьбе за восстановление Советской власти на Северном Кавказе, 1918 г.». В 1960 году памятник был отремонтирован. Охрана и надзор за могилой были возложены на колхоз «Красное знамя», на чьих землях она находилась, и Николаевскую среднюю школу. Постановлением Совета Министров ЧИАССР № 109 от 6 марта 1970 года мемориал получил статус памятника истории местного значения[19]. На сегодняшний день от памятника остался лишь пьедестал, фигура красноармейца утрачена.
- Памятник неизвестному солдату Великой Отечественной войны при въезде в станицу. По некоторым данным, установлен в 1945 году[17].

## Галерея

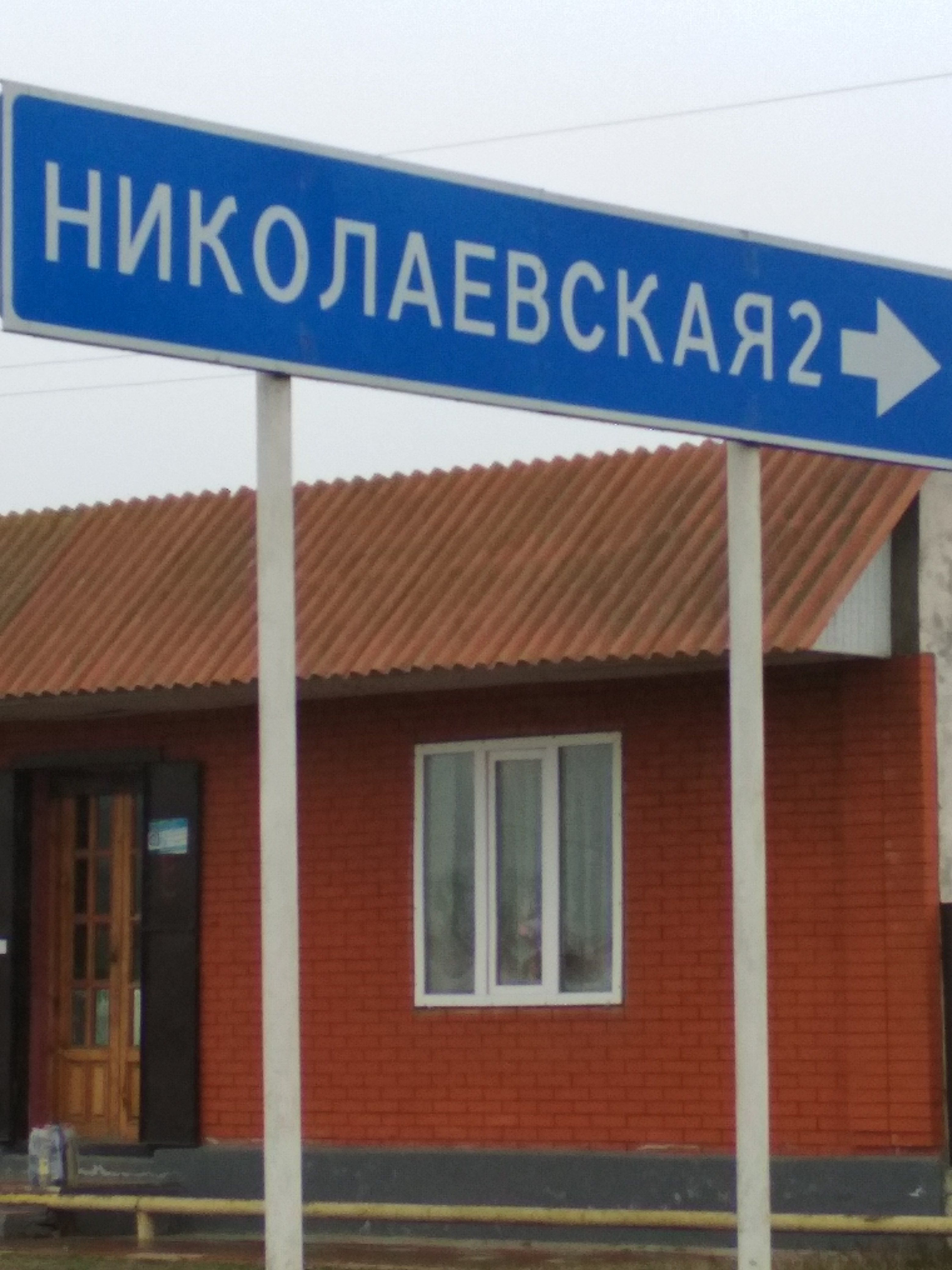
По дороге в Николаевскую
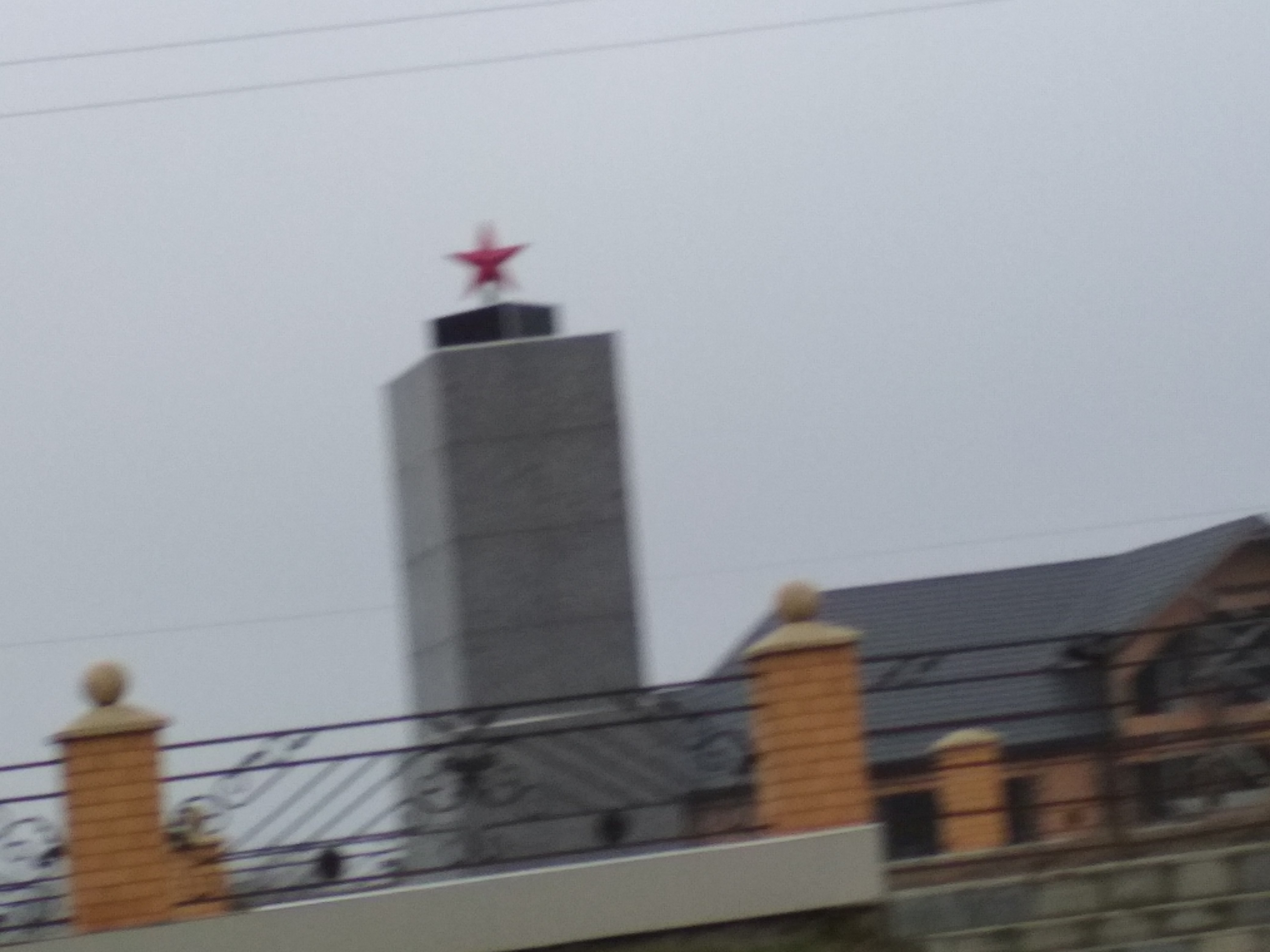
Памятник бойцам 11-й Красной Армии
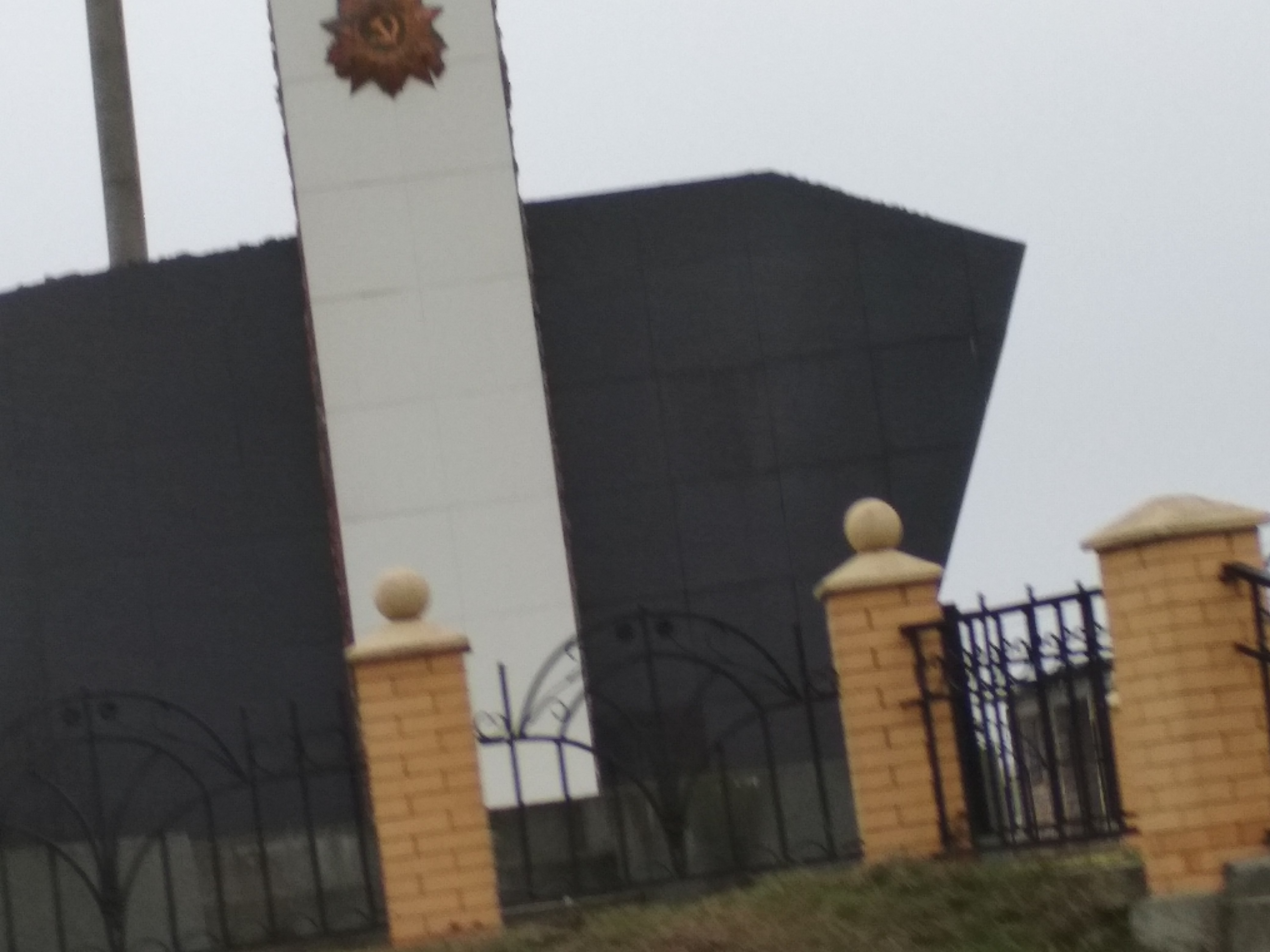
Памятник неизвестному солдату Великой Отечественной войны